# Microtus fingeri
Microtus fingeri és una espècie de mamífer rosegador de la família dels cricètids. Viu a altituds d'entre 70 i 2.000 msnm al nord de Turquia, seguint la costa del mar Negre. Els seus hàbitats van des dels camps de conreu fins als afloraments rocosos, passant pels boscos caducifolis i de coníferes i els prats alpins. Té una llargada de cap a gropa de 87-110 mm, la cua de 28-44 mm i un pes de 13-25 g. Els individus de les poblacions orientals són més petits que els seus homòlegs occidentals. Fou anomenat en honor de Joseph Finger.